# Rhipha chionoplaga
Rhipha chionoplaga är en fjärilsart som beskrevs av Paul Dognin 1913. Rhipha chionoplaga ingår i släktet Rhipha och familjen björnspinnare. Inga underarter finns listade.